# Grand Prix der Volksmusik 1989
Der vierte Grand Prix der Volksmusik fand am 1. Juli 1989 in Linz (Österreich) statt. Teilnehmerländer waren wie in den Vorjahren Deutschland, Österreich und die Schweiz. Erstmals wurde in jedem Land zuvor eine öffentliche Vorentscheidung im Fernsehen durchgeführt. Dabei wurden jeweils fünf Titel für das Finale ermittelt. Die schweizerische Vorentscheidung fand am 27. März in Interlaken, die deutsche am 20. April in Leverkusen und die österreichische am 18. Mai in Hollabrunn statt. Die Veranstaltungen, zu denen jeweils eine CD mit allen Teilnehmern erschien, wurden live übertragen.
Das Finale wurde vom ORF im Rahmen einer Eurovisionssendung aus Linz übertragen und vom ZDF und von der SRG übernommen. Moderatoren waren wieder Carolin Reiber (Deutschland), Karl Moik (Österreich) und Sepp Trütsch (Schweiz), die bereits durch die jeweiligen Vorentscheidungen ihres Landes führten. Die Startfolge der Titel und Länder war zuvor ausgelost worden. Nach Vorstellung der Titel ermittelten mehrere Jurys aus den Teilnehmerländern ihren Favorit, wobei die Titel des eigenen Landes nicht bewertet werden durften.
Am Ende der Wertung stand dann Stefan Mross als Sieger des Grand Prix der Volksmusik 1989 fest. Sein Titel Heimwehmelodie, gespielt auf der Trompete, hatten Wolfgang Lindner und Walter Schwanzer komponiert. Damit hatte auch Österreich nach der Schweiz (2-mal) und Deutschland im Vorjahr zum ersten Mal den Wettbewerb gewonnen.
Als Austragungsort des nächsten Grand Prix der Volksmusik 1990 wurde unabhängig vom Land des Siegers Saarbrücken festgelegt.

## Die Platzierung der schweizerischen Vorentscheidung 1989
Die ersten fünf Titel kamen ins Finale.
| Startnr.          | Interpret                          | Titel                              | Platz              | %                  |                    |
| ----------------- | ---------------------------------- | ---------------------------------- | ------------------ | ------------------ | ------------------ |
| 08                | Salvo                              | Losed si, Frau Küenzi              | 01.                | 15,2               |                    |
| 06                | Kliby und Caroline                 | Lache isch gsund                   | 02.                | 13,3               |                    |
| 01                | Vreni und Rudi                     | Maroni, Maroni, Maroni             | 03.                | 11,2               |                    |
| 11                | Bea Abrecht                        | Mir mached Grande Festa            | 04.                | 09,8               |                    |
| 13                | Louis Menar                        | S’isch Chilbizyt                   | 05.                | 09,3               |                    |
| 12                | Heimwehchörli Interlaken           | Heimwehmelodie                     | 06.                | 08,1               |                    |
| 04                | Sabine und Peter Rizi              | Dann tanze mit es Läbe lang        | 07.                | 07,2               |                    |
| 09                | Alpen Quintett                     | Utschels da la not                 | 07.                | 07,2               |                    |
| 05                | Monika und Dorfspatzen Oberägeri   | D’Glogge ab em Chileturm           | 09.                | 05,6               |                    |
| 14                | Esther Meier und Jugendchor        | Alles reist ins Schwyzerländli     | 10.                | 04,4               |                    |
| 02                | Silvia und das Duo Mario und Heinz | Alpentango                         | 11.                | 03,7               |                    |
| 03                | De Blondie                         | La Bandella                        | 12.                | 01,4               |                    |
| 07                | Marianne und 5 Amitaler            | Dr Männerchor vo Schwändisrohr     | 13.                | 01,1               |                    |
| 15                | First Harmonic Brass Band          | Gut im Schuss                      | 14.                | 01,1               |                    |
| 10                | Trio Enzian                        | Oben … zehn Minuten über Adelboden | 15.                | 00,7               |                    |
| Veranstaltungsort | Veranstaltungsort                  | Kursaal Interlaken                 | Kursaal Interlaken | Kursaal Interlaken | Kursaal Interlaken |

## Die Platzierung der deutschen Vorentscheidung 1989
Die ersten fünf Titel kamen ins Finale.
| Startnr.          | Interpret                                      | Titel                                 | Platz                 | %                     | Musik                                | Text                      |
| ----------------- | ---------------------------------------------- | ------------------------------------- | --------------------- | --------------------- | ------------------------------------ | ------------------------- |
| 11                | Herzblatt                                      | Auf dem Berg sind alle gleich         | 01.                   | 24,2                  | Ralph Siegel                         | Bernd Meinunger           |
| 15                | Edith Prock                                    | Hörst du die Glocken von Stella Maria | 02.                   | 21,1                  | Herlinde Grobe, Ady Zehnpfennig      | Georg Martin Lange        |
| 14                | Bianca                                         | Die Rosen der Madonna                 | 03.                   | 09,4                  | Herlinde Grobe, Ady Zehnpfennig      | Georg Martin Lange        |
| 13                | Patrick Lindner                                | Die kloane Tür zum Paradies           | 04.                   | 09,1                  | Jean Frankfurter                     | Irma Holder               |
| 04                | Speelwark                                      | Freesland                             | 05.                   | 07,8                  | Karl Heinz Schulz                    | Karl Heinz Schulz         |
| 05                | Fischer-Chöre                                  | Der Natur auf der Spur                | 06.                   | 07,3                  | Alexander Gordan                     | Heike Bubenheim           |
| 12                | Maxl Graf und Sepp Viellechner                 | Kaum schau i auf’d Uhr is scho Herbst | 07.                   | 05,7                  | Quirin Amper jr.                     | Günther Behrle            |
| 02                | Schari und Wari                                | So wia’st bist, bist grad recht       | 08.                   | 04,8                  | Hanne Haller                         |                           |
| 08                | Die 2 Schwabinger                              | Oberhöselwang – Unterhöselwang        | 09.                   | 03,0                  | Charly Niessen, Rudy Redl            | Charly Niessen, Rudy Redl |
| 09                | Die 3 Z’widern                                 | Warum ist der Knödel rund?            | 10.                   | 03,0                  | Günther Behrle                       | Günther Behrle            |
| 06                | Walter Scholz                                  | Polka für 4 Trompeten                 | 11.                   | 01,4                  | Igor Rosenow                         |                           |
| 03                | Lydia Huber                                    | Wenn jedes Herz a Fensterl hätt       | 12.                   | 01,1                  | Christoph Freiherr von Reitzenstein  | Fritz Graas               |
| 01                | Gruppe Irschenberg                             | Angeln wär tausendmal schöner         | 13.                   | 00,8                  | Günther Behrle                       | Günther Behrle            |
| 10                | German Hofmann und die Ochsenfurther Blasmusik | Kreuther Marsch                       | 14.                   | 00,8                  | Thomas Rebensburg                    |                           |
| 07                | Hot Dogs                                       | Ja wo is er denn                      | 15.                   | 00,5                  | Karl Barthel Zapf, Werner Brüggemann | Rudi Büttner              |
| Veranstaltungsort | Veranstaltungsort                              | Sporthalle Leverkusen                 | Sporthalle Leverkusen | Sporthalle Leverkusen | Sporthalle Leverkusen                | Sporthalle Leverkusen     |

## Die Platzierung der österreichischen Vorentscheidung 1989
Die ersten fünf Titel kamen ins Finale.
| Startnr.          | Interpret                                  | Titel                                           | Platz                     | %                         |                           |
| ----------------- | ------------------------------------------ | ----------------------------------------------- | ------------------------- | ------------------------- | ------------------------- |
| 09                | Stefan Mross                               | Heimwehmelodie                                  | 01.                       | 20,9                      |                           |
| 02                | Bregenzerwälder Dorfmusikanten             | Zauber der Berge                                | 02.                       | 19,4                      |                           |
| 05                | Mariella                                   | In der Straße der Armen                         | 03.                       | 10,3                      |                           |
| 03                | Manuela und die Rossmann Dirndl            | Oma, Oma, Omama                                 | 04.                       | 09,7                      |                           |
| 14                | Kitzbüheler Dirndl und das Hahnenkamm-Trio | I tanz so gern mit dir                          | 05.                       | 07,0                      |                           |
| 07                | Die 3 lustigen 4                           | Ein Lied aus den Bergen                         | 06.                       | 05,4                      |                           |
| 01                | Greiml Dirndl und Gerald                   | Heute möcht ich gerne tanzen mit dir            | 07.                       | 04,8                      |                           |
| 10                | Zillertaler Jodlertrio                     | Der Alpencasanova                               | 08.                       | 04,1                      |                           |
| 08                | Das Heimatland-Echo                        | Der blaue Montag                                | 09.                       | 03,7                      |                           |
| 04                | Fehringer Spitzbuam                        | Der schönste Mann im Dorf                       | 10.                       | 03,4                      |                           |
| 15                | Feldkirchner Spatzen                       | Spiel noch einmal unser Lied                    | 11.                       | 03,1                      |                           |
| 11                | Eva und David                              | Erst wenn’s bei unserm Wirt kann Wein mehr gibt | 12.                       | 02,8                      |                           |
| 13                | Guggie und Frankie                         | Ich möcht dich bald wieder sehn                 | 13.                       | 02,2                      |                           |
| 12                | Regina, Tina und das Eichberg-Echo         | Pfüat di Gott mei liaber Bua                    | 14.                       | 01,9                      |                           |
| 06                | Die Casanovas vom Zillertal                | Papalapap                                       | 15.                       | 01,3                      |                           |
| Veranstaltungsort | Veranstaltungsort                          | Rundsporthalle Hollabrunn                       | Rundsporthalle Hollabrunn | Rundsporthalle Hollabrunn | Rundsporthalle Hollabrunn |

## Die Platzierung des Grand Prix der Volksmusik 1989
| Startnr.          | Land              | Interpret                                    | Titel                                  | Platz                                  | %                                      |
| ----------------- | ----------------- | -------------------------------------------- | -------------------------------------- | -------------------------------------- | -------------------------------------- |
| 08                | A                 | Stefan Mross                                 | Heimwehmelodie                         | 01.                                    | 19,0                                   |
| 09                | D                 | Patrick Lindner                              | Die kloane Tür zum Paradies            | 02.                                    | 17,1                                   |
| 14                | A                 | Bregenzerwälder Dorfmusikanten               | Der Zauber der Berge                   | 03.                                    | 10,6                                   |
| 12                | D                 | Edith Prock                                  | Hörst du die Glocken von Stella Maria  | 04.                                    | 09,1                                   |
| 03                | D                 | Bianca                                       | Die Rosen der Madonna                  | 05.                                    | 07,5                                   |
| 15                | D                 | Herzblatt                                    | Auf dem Berg sind alle gleich          | 06.                                    | 05,7                                   |
| 01                | CH                | Salvo und Carlo Brunners Superländlerkapelle | Losed si, Frau Küenzi                  | 07.                                    | 05,3                                   |
| 10                | CH                | Kliby & Caroline und Hans Muff               | Lache isch gsund                       | 08.                                    | 05,1                                   |
| 06                | D                 | Speelwark                                    | Freesland                              | 09.                                    | 04,5                                   |
| 02                | A                 | Kützbüheler Dirndl und das Hahnenkamm-Trio   | I tanz so gern mit dir                 | 10.                                    | 03,8                                   |
| 07                | CH                | Louis Menar                                  | S isch Chilbizyt                       | 11.                                    | 03,6                                   |
| 05                | A                 | Mariella                                     | In der Straße der Armen                | 12.                                    | 02,9                                   |
| 13                | CH                | Bea Abrecht                                  | Mir machet Grande Festa                | 13.                                    | 02,6                                   |
| 04                | CH                | Vreni und Rudi                               | Maroni, Maroni, Maroni                 | 14.                                    | 01,7                                   |
| 11                | A                 | Manuela und die Rossmann-Dirndl              | Oma, Oma, Omama                        | 15.                                    | 01,5                                   |
| Veranstaltungsort | Veranstaltungsort | Stadt- und Sporthalle Linz, Österreich       | Stadt- und Sporthalle Linz, Österreich | Stadt- und Sporthalle Linz, Österreich | Stadt- und Sporthalle Linz, Österreich |

Die Titel erschienen auch auf einer CD.